# Рибалківська сільська рада
Рибалківська сільська рада — колишній орган місцевого самоврядування у Козельщинському районі Полтавської області з центром у с Рибалки.

## Населені пункти
Сільраді були підпорядковані населені пункти:
- c. Рибалки
- с. Миргородщина
- с. Нова Україна
- с. Чорноглазівка